# Suetonio
Cayo o Gayo Suetonio Tranquilo  (circa 70-post 126) fue un historiador y biógrafo romano durante los reinados de los emperadores Trajano y Adriano. Formó parte del círculo de amistades de Plinio el Joven y, al final, de la del mismo emperador Adriano, hasta que cayó en desgracia por enemistarse con este. Su obra más importante es las Vidas de los doce césares, en las que biografía a los gobernantes de Roma desde Julio César hasta Domiciano.

## Origen, familia y formación
Se sabe muy poco de su vida y reconstruirla exige comparar tres fuentes: las cartas de Plinio el Joven, los escritos de Elio Esparciano en la Historia Augusta y las obras de Juan Lido, además de prestar atención a las pequeñas indicaciones dadas por él mismo y la epigrafía. De acuerdo con estos materiales, y gracias a la aparición en la década de 1950 de una inscripción honorífica en su más que probable ciudad natal, se sabe que su nombre completo fue Gaius Suetonius Tranquillus, y que habría nacido en Hipona, antigua Hippo Regius, en Numidia (actual Annaba, Argelia), hacia el año 70 o 71, a principios del reinado de Vespasiano. Murió después del año 126.
Su padre, Suetonio Leto, procedía del orden ecuestre (equites) y fue tribuno angusticlavio de la legión decimotercera. Combatió en el ejército de Otón en la primera batalla de Bedriacum en 69, que ganó Vitelio, y disponía de una acomodada situación. Aunque al pertenecer a tal clase lo habitual habría sido que el hijo hubiera seguido la carrera militar y luego la de la administración fiscal, Suetonio no se decidió por ello y, por el contrario, en tiempos de Domiciano, fue enviado a Roma para estudiar literatura, gramática y retórica, hasta llegar a ejercer como profesor y abogado, en el año 97.

## Amistades y protectores
Fue amigo y protegido de Plinio el Joven, quien le consiguió el ius trium liberorum (exenciones concedidas a un padre de tres hijos) y le habría además recomendado al emperador Trajano, gracias a lo cual pudo ingresar en la burocracia imperial, desempeñando durante el reinado de este los cargos de superintendente de las bibliotecas públicas (a bibliothecis) y responsable de los archivos (a studiis). Sirvió a Plinio durante la estancia de este como gobernador de Ponto y de Bitinia entre 110 y 112.
Tras la muerte de Plinio, Suetonio tuvo otro gran valedor, Cayo Septicio Claro, prefecto del pretorio de Adriano. Este consiguió que el emperador nombrara a Suetonio secretario ab epistulis, encargado de la correspondencia oficial, cargo de gran categoría y confianza. Este puesto le proporcionó acceso a los archivos imperiales y a la correspondencia de César y Augusto, e incluso a los testamentos de uno y otro, lo que sirvió para conferir veracidad a su obra, de relato con información de primera mano. Posiblemente acompañó al emperador en sus viajes a Galia, Germania y Britania, entre los años 120 y 122.

## Pérdida del favor del emperador
En 122, tanto él como Septicio Claro cayeron en desgracia, y se rompieron bruscamente sus relaciones con Adriano; el colofón de esta última y triste época supuso su expulsión de la Corte. Parece ser que fue debido a «haberse tomado demasiadas familiaridades con la emperatriz», si bien otros autores sugieren que Adriano solo trataba de aislar a Vibia Sabina. ¨[cita requerida]
A partir de este momento, se retiró a la vida privada y se consagró a la labor literaria, por más que los datos sobre su vida desde entonces sean prácticamente nulos: ni siquiera se sabe con seguridad la fecha de su muerte que, en todo caso, fue posterior al año 126.[cita requerida]

## Obras

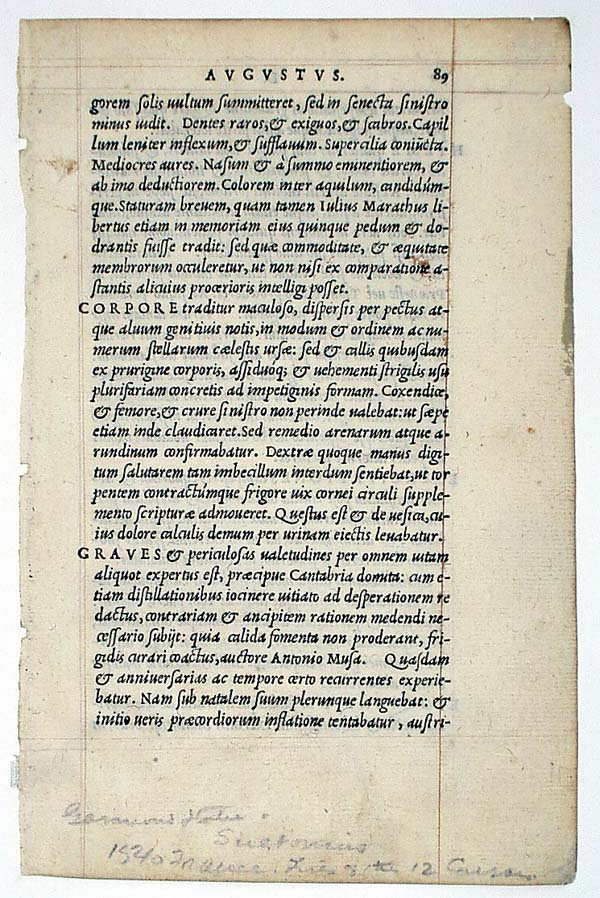
Página de la Vida de los doce césares. Impreso por Robert Estienne, 1540, Francia.

Su obra fue extensa tanto en la lengua latina como en la griega pero, por desgracia, de toda ella tan sólo se han conservado dos obras. La primera, completa, es sus Vidas de los doce césares (De vita Caesarum o De vita duodecim Caesarum, libri VIII). La segunda, en estado más fragmentario, es su De viris illustribus (Sobre los hombres ilustres), un compendio biográfico. Del resto solo quedan los títulos o algunos pasajes.
El De viris illustribus agrupaba vidas de destacadas personalidades romanas, en cinco categorías:
- Poetas, a partir de Livio Andrónico.
- Oradores, desde Cicerón.
- Historiadores, desde Salustio.
- Filósofos romanos
- Gramáticos y retóricos (De grammaticis et rhetoribus, que sí se ha conservado.)

Fue obra muy importante, y San Jerónimo se sirvió de ella para anotar sus propias biografías de escritores eclesiásticos. Pero nos ha llegado muy incompleta y estragada. Posiblemente formaba parte de una obra mayor, hoy perdida, su Pratum de rebus variis, que algunos creen eran en realidad dos obras distintas, el Pratum y el De rebus variis. La parte conservada intacta parece ser los libros 11-19. Es enteramente de su mano su Vida de Terencio y quizá también la de Virgilio, Tibulo, Lucano y Persio. Aparecen más contaminadas, retocadas o refundidas por escritores posteriores las de Horacio, Pasieno Crispo y Plinio el Viejo, que por estas razones parecen como de autenticidad dudosa o interpoladas.
Suidas ofrece los títulos de otras obras perdidas o que se conservan fragmentariamente: un libro sobre las diversiones griegas, otro sobre las palabras injuriosas o de mal agüero, otro sobre los signos y abreviaturas en los libros, que parece fruto de sus trabajos de bibliotecario, y otro sobre el De re publica, de Cicerón, escrito al parecer para alabar al escritor latino y contradecir al gramático Dídimo de Alejandría. También, bajo un título tan genérico como Roma, reunió diversos trabajos de sesgo anticuario, erudito y costumbrista sobre los juegos y luchas de los romanos, su calendario y sus nombres, vestidos, usos y costumbres. El gramático de Cesarea, Prisciano, del siglo VI, nos ha transmitido el título de otra obra suya, De institutione officiorum, compuesta cuando era secretario de cartas del emperador Adriano. De regibus constaba de tres libros y consignaba los reyes de Europa, Asia y África. Sobre las meretrices célebres, mencionado por Juan Lido, quizá estuviera escrito en griego. Servio menciona también De vitiis corporalibus (Sobre las enfermedades del cuerpo), que el alemán Martin Schanz cree que constaba de doce libros.

### Vidas de los doce césares
Su obra capital, terminada hacia el año 121, fue las Vidas de los doce césares, citada también como Vitae Caesarum, una serie de biografías de los once primeros emperadores, de Augusto a Domiciano, añadiendo al principio la de Julio César. La dedica a su citado amigo y prefecto del pretorio Cayo Septicio Claro.
Este trabajo ha brindado a la historia gran cantidad de datos sobre la vida privada y el gobierno de los emperadores romanos, aunque en ocasiones se centra más en cuestiones superficiales anecdóticas, supersticiosas o escandalosas, por las que el autor sentía una característica curiosidad; no hay, pues, que buscar en él un estudio profundo de los hechos históricos. Pese a ello, el libro fue muy popular durante la Edad Media, gracias también a su estilo de escritura fluido y llano, libre de artificios, en el que pone siempre en primer lugar del párrafo la palabra más importante; usa tecnicismos, términos griegos y muchas citas, a veces bastante extensas, de poetas y escritores clásicos grecorromanos, cartas y documentos oficiales. La estructura conjunta es puramente romana, al contrario que las de las biografías griegas: estirpe, familia, nacimiento, educación, toga virilis, comienzos de la carrera, empresas guerreras, vida privada, prodigios, muerte, testamento.

## Influencia posterior
Su modelo de biografía será imitado en la Edad Media en la biografía de Carlomagno escrita por Eginardo; el libro de Suetonio tuvo tanto éxito porque su autor era un buen narrador, aunque morboso. La influencia de Suetonio es grande en la literatura: Shakespeare toma muchos de los datos ofrecidos por Suetonio para su tragedia Julio César, al igual que posteriormente Robert Graves para sus novelas históricas Yo, Claudio y Claudio, el dios, y su esposa Mesalina, y algún que otro cuento ambientado en Roma.